# Fosfatidylserin

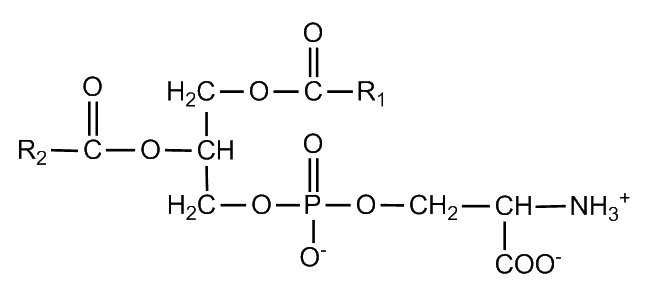
Fosfatidylserin

Fosfatidylserin (zkratka Ptd-L-Ser nebo PS) je fosfolipid (konkrétně glycerolfosfolipid), který je složkou buněčných membrán (například v cytoplazmatické membráně erytrocytu asi 7 hm. %, jindy ho mají buňky ještě méně). Je významný tím, že nese záporný náboj (na rozdíl od jiných běžnějších fosfolipidů). V cytoplazmatické membráně není rovnoměrně rozložen na obou stranách – vyskytuje se téměř výhradně ve vnitřním listu membrány, a tak je tato strana záporně nabitá. Díky fosfatidylserinu může např. řada signálních proteinů rozeznávat vnitřní stranu membrány (např. proteinkináza C).
Když se fosfatidylserin objeví na vnějším listu membrány, značí to probíhající programovanou buněčnou smrt (apoptózu) a signalizuje to např. makrofágům, aby danou buňku pozřeli. Přenos fosfatidylserinu na vnější list se za těchto okolností děje dvěma mechanismy: nejprve se deaktivuje přenašeč, který transportoval fosfatidylserin do vnitřního listu, načež je spuštěna skrambláza, která je schopna přenášet fosfatidylserin oběma směry.
Fosfatidylserin vzniká biosynteticky činností enzymu fosfatidylethanolaminserintransferázy, a to z fosfatidylethanolaminu. Během této reakce je ethanolaminová hlavička substituována hlavičkou serinovou.